# Schladminger Gletscher
Schladminger Gletscher är en glaciär i Österrike.   Den ligger i förbundslandet Oberösterreich, i den centrala delen av landet, 220 km väster om huvudstaden Wien. Schladminger Gletscher ligger 2 701 meter över havet.
Terrängen runt Schladminger Gletscher är bergig norrut, men söderut är den kuperad. Schladminger Gletscher ligger uppe på en höjd. Närmaste större samhälle är Schladming, 9,1 km söder om Schladminger Gletscher. 
Trakten runt Schladminger Gletscher består i huvudsak av gräsmarker. Runt Schladminger Gletscher är det ganska glesbefolkat, med 25 invånare per kvadratkilometer.